# Mahboub Juma'a Mubarak
Mahboub Juma'a Mubarak   (Kuwait, 17 de setembre de 1955) és un exfutbolista kuwaitià de les dècades de 1970 i 1980.
Fou internacional amb la selecció de futbol de Kuwait amb la qual participà a la Copa del Món de futbol de 1982.
Pel que fa a clubs, destacà a Al-Salmiya SC.